# Hydraena amplexa
Hydraena amplexa (лат.) — вид жуков-водобродок рода Hydraena из подсемейства Hydraeninae. Назван по заметно дугообразным средним голеням.

## Распространение
Встречаются на Мадагаскаре.

## Описание
Водобродки мелкого размера (около 1,9 мм), удлинённой формы. Основная окраска коричневая. Верх коричневый до темно-коричневого, лоб более темный, переднеспинка с краями светлее остальной части; ноги коричневые; нижнечелюстные щупики светло-коричневые, дистальная ½ последнего пальпомера не темнее. Голова с наличником в мелкой редкой пунктировке, промежутки диска блестящие, боковые участки микроретикулированы, тусклые; лобная пунктировка крупнее и несколько плотнее, дискальные промежутки блестящие. Самцы отличаются от других видов по заметно дугообразным средним голеням, дистальные 0,5 которых расширены, субапикально глубоко зазубрены и несут около 2—3 коротких острых шипиков. Эдеагус также необычен по форме дистальной части основной части и вершины парамера. Взрослые жуки, предположительно, как и близкие виды, растительноядные, личинки плотоядные.

## Классификация
Вид был впервые описан в 2017 году американским энтомологом Philip Don Perkins (Department of Entomology, Museum of Comparative Zoology, Гарвардский университет, Кембридж, США) по типовым материалам с острова Мадагаскар. Включён в состав подрода Monomadraena и видовой группы Hydraena (Monomadraena) acicula.